# Johann Nepomuk Stephan von Sacher

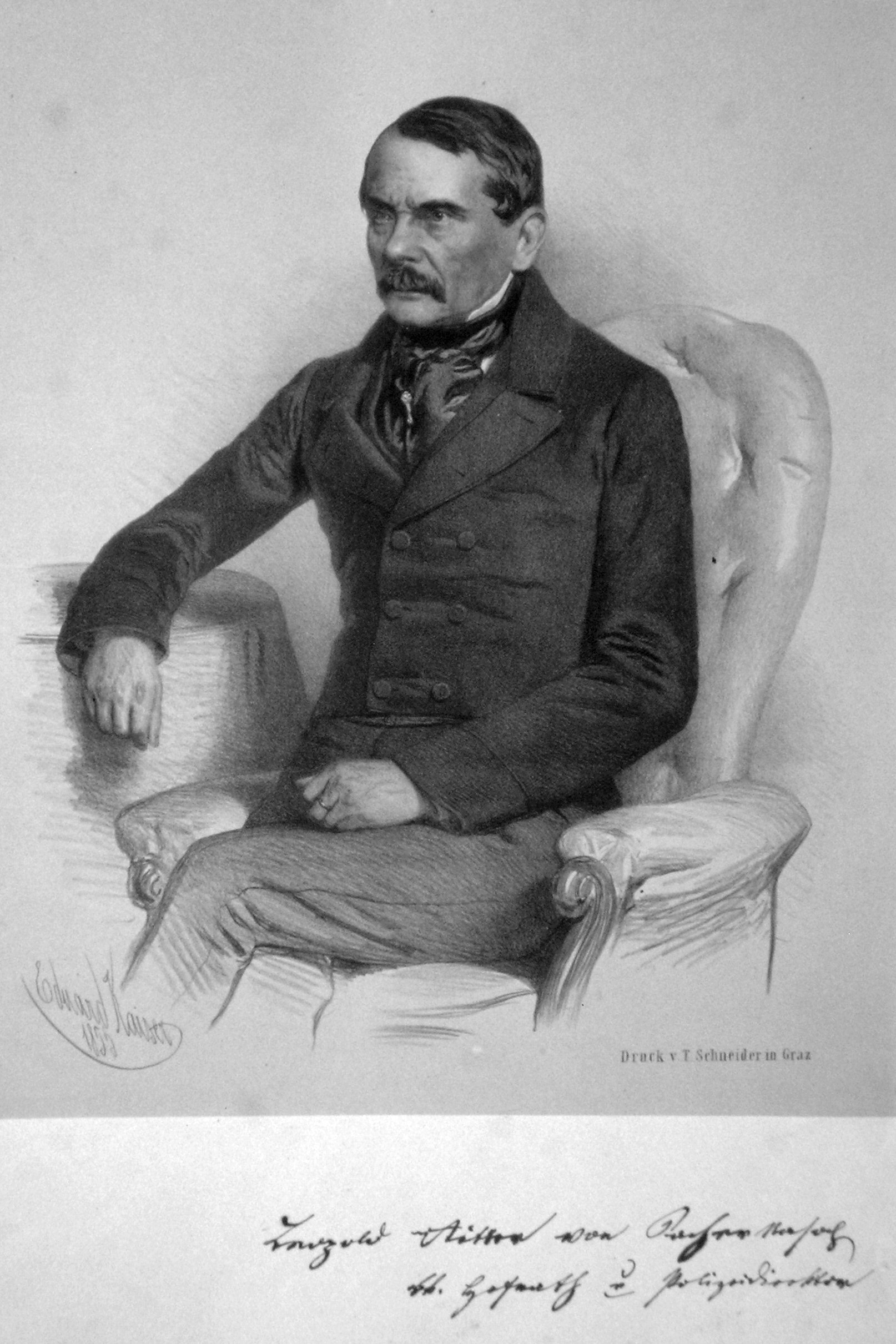
Leopold Johann Nepomuk von Sacher, Lithographie d'Eduard Kaiser, 1855

Leopold Johann Nepomuk Ritter von Sacher (né le 26 décembre 1797 à Bad Königswart - mort le 10 septembre 1874 à Lemberg) était un naturaliste autrichien, partisan de l'enseignement des sciences.